# Kōji Inada
Koji Inada  (稲田  浩司  Inada Kouji?,  nacido el  14 de marzo, 1964) es un mangaka japonés. Se graduó en la universidad metropolitana de Tokio como ingeniero aeronáutico.

## Manga
- Dragon Quest: Dai no Daibouken historia de Riku Sanjo
- Beet the Vandel Buster historia de Riku Sanjo